# Крестов (хутор)
Крестов — хутор в Яковлевском городском округе Белгородской области России.
Входит в состав Казацкого сельского поселения.

## География
Расположен севернее хутора Новочеркасский.
Через Крестов проходит просёлочная дорога с остановкой общественного транспорта; имеется одна улица без названия.

## Население
| 2002 | 2010 |
| ---- | ---- |
| 28   | ↗32  |